# Куртии
Ку́ртии (греч. Κύρτιοι; лат. Cyrtii) — древнее воинственное ираноязычное племя мидян, обитавшее в северных частях горной системы Загрос.
Возможно участвовали в этногенезе курдского народа.

## Этноним
Происхождение этнонима куртиев объясняется воинственным образом жизни племени: на среднеиранских языках gwrt означало «герой».

## История
Впервые о куртиях, как о наемниках восставшего против Селевкидской империи мидийского сатрапа Молона, сообщает Полибий. Согласно ему они славились как искусные пращники. Позже куртии участвовали в битве при Магнезии на стороне Селевкидов. Страбон сообщает, что они были кочевниками и разбойниками, живущими в горах Атропатены, и были одной расы вместе с мардами и другими жителями Армении.

## Происхождение
Гарник Асатрян считает, что куртии не были единым этнолингвистическим племенем, но группой кочевых племен разного происхождения, и представляют автохтонное неиндоевропейское население, обитавшее в регионе до иранской миграции. Он также считает название куртиев наиболее вероятной версией происхождения этнонима «курд», отвергая при этом соматическую преемственность между куртиями и курдами.
Согласно энциклопедии Ираника куртии вероятно являются предками современных курдов. По словам Даниела Поттса, даже если куртии изначально были ираноязычными, нет оснований полагать что они оставались таковыми в ходе истории.